# Galium johnstonii
Galium johnstonii är en måreväxtart som beskrevs av Lauramay Tinsley Dempster och George Ledyard Stebbins. Galium johnstonii ingår i släktet måror, och familjen måreväxter. Inga underarter finns listade i Catalogue of Life.